# Stay Forever
Stay Forever – utwór słowackiego duetu Platin napisany przez nich samych, tj. Dianę Lečnik i Simona Gomilšeka, nagrany oraz wydany w 2004 roku, umieszczony na drugiej płycie studyjnej zespołu pt. Ich lieb' dich viel zu sehr z 2013 roku.
Utwór reprezentował Słowenię podczas 49. Konkursu Piosenki Eurowizji w 2004 roku, wygrywając w lutym finał krajowych eliminacji EMA, do którego awansowali z pierwszego miejsca z rundy półfinałowej rozegranej w styczniu.
Przed występem w Konkursie Piosenki Eurowizji duet ubolewał nad brakiem wsparcia finansowego i wizerunkowego od krajowej telewizji publicznej RTVSLO. W maju para wystąpiła w półfinale imprezy i nie zakwalifikowała się do stawki finałowej, zajmując ostatecznie przedostatnie, 21. miejsce z pięcioma punktami na koncie.
Oprócz angielskojęzycznej wersji singla duet nagrał także utwór w języku niemieckim – „Bleib für immer”.